# گارفیلد (ویرجینیای غربی)
گارفیلد (به انگلیسی: Garfield) یک منطقهٔ مسکونی در ایالات متحده آمریکا است که در شهرستان جکسون، ویرجینیای غربی واقع شده‌است. گارفیلد ۲۹۶٫۸۸ متر بالاتر از سطح دریا واقع شده‌است.